# Anthuroidea
Anthuroidea — надродина рівноногих раків підряду Cymothoida.:

## Класифікація
- Надродина Anthuroidea Leach, 1814
  - Antheluridae Poore & Lew Ton, 1988
  - Anthuridae Leach, 1814
  - Expanathuridae Poore, 2001
  - Hyssuridae Wägele, 1981
  - Leptanthuridae Poore, 2001
  - Paranthuridae Menzies & Glynn, 1968